# Alter Nordfriedhof (Munique)

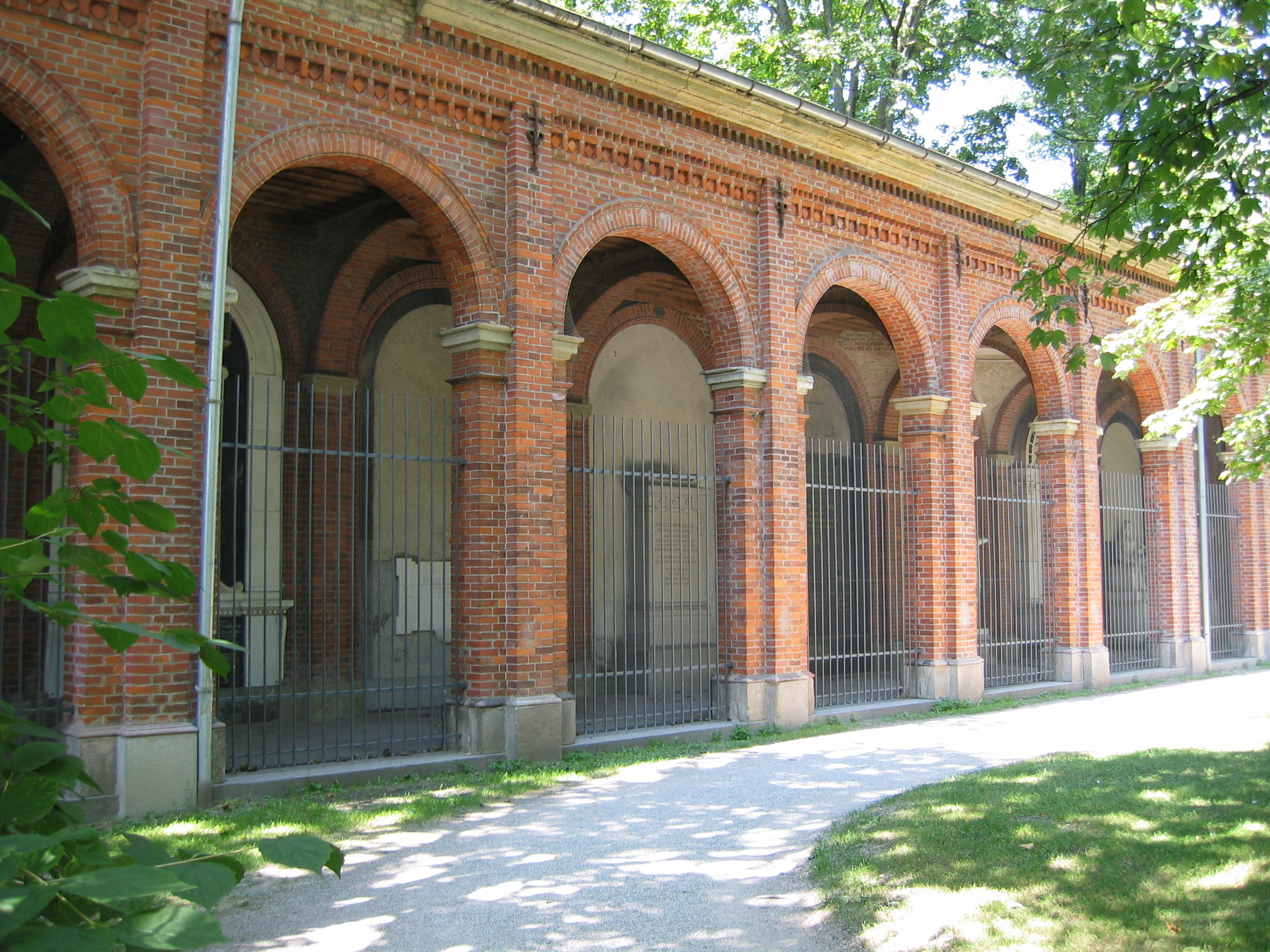
Sepulturas na arcada

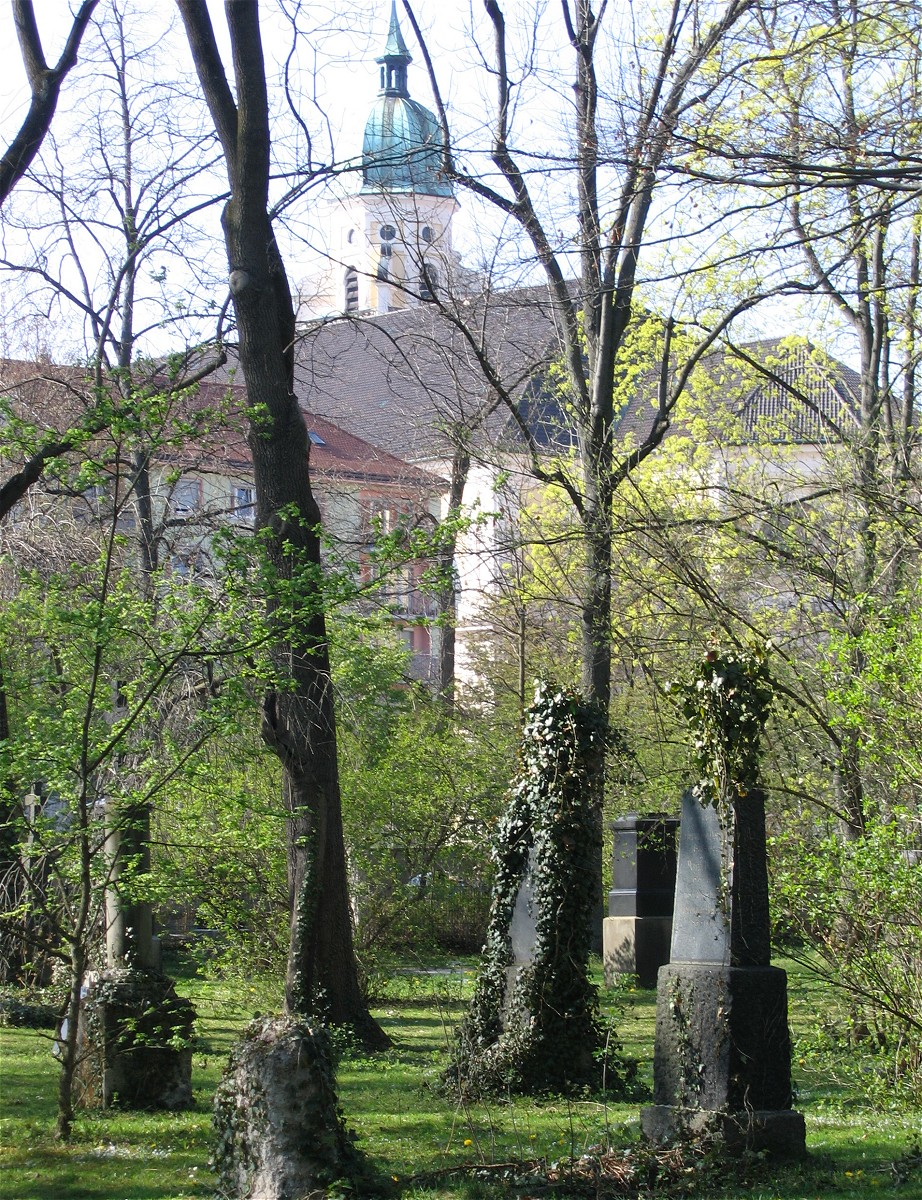
Em último plano a igreja St. Joseph de Munique

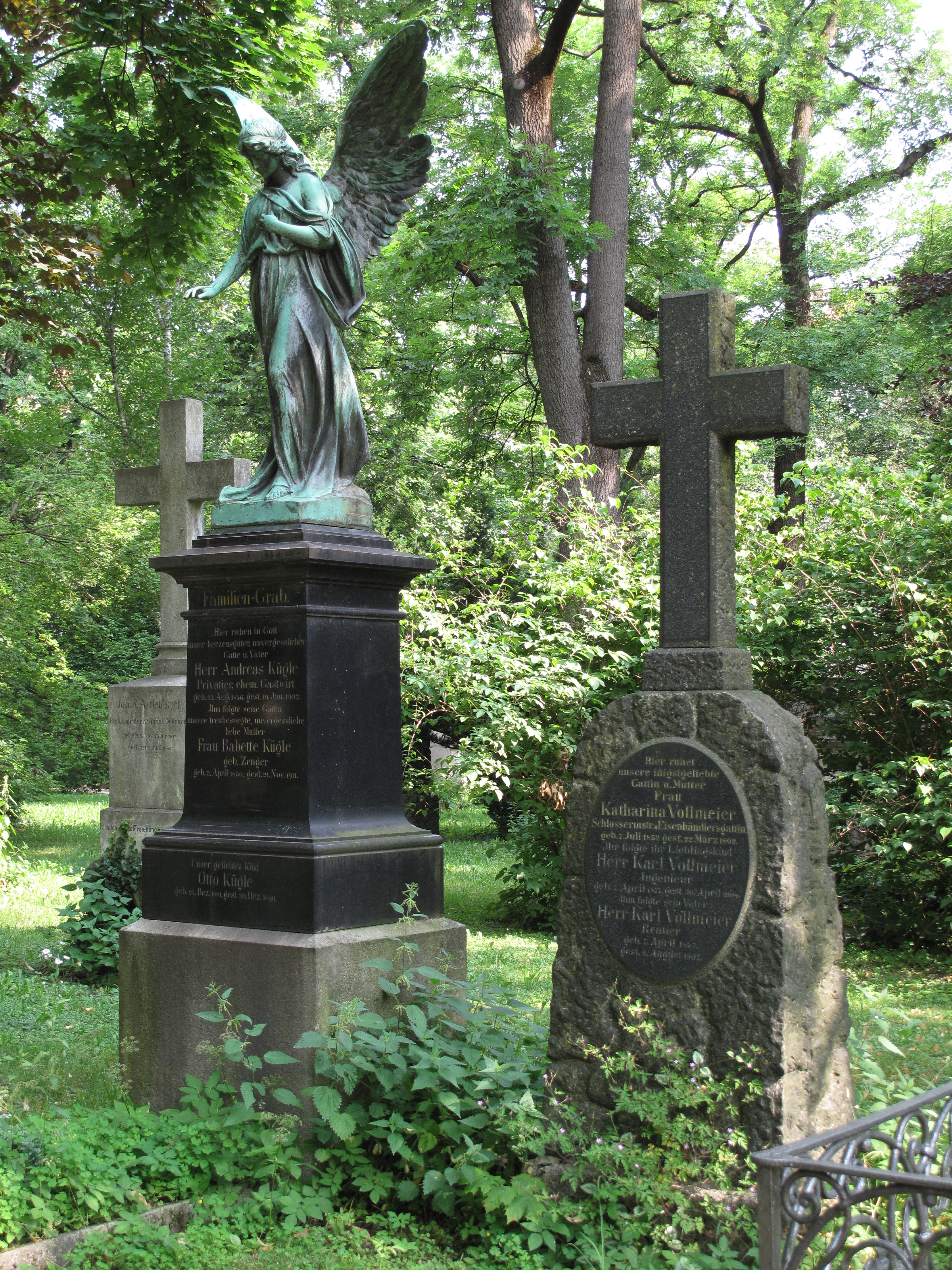
Sepulturas

O Alte Nordfriedhof é um cemitério localizado na Arcisstraße em Munique, utilizado de 1869 a 1944.

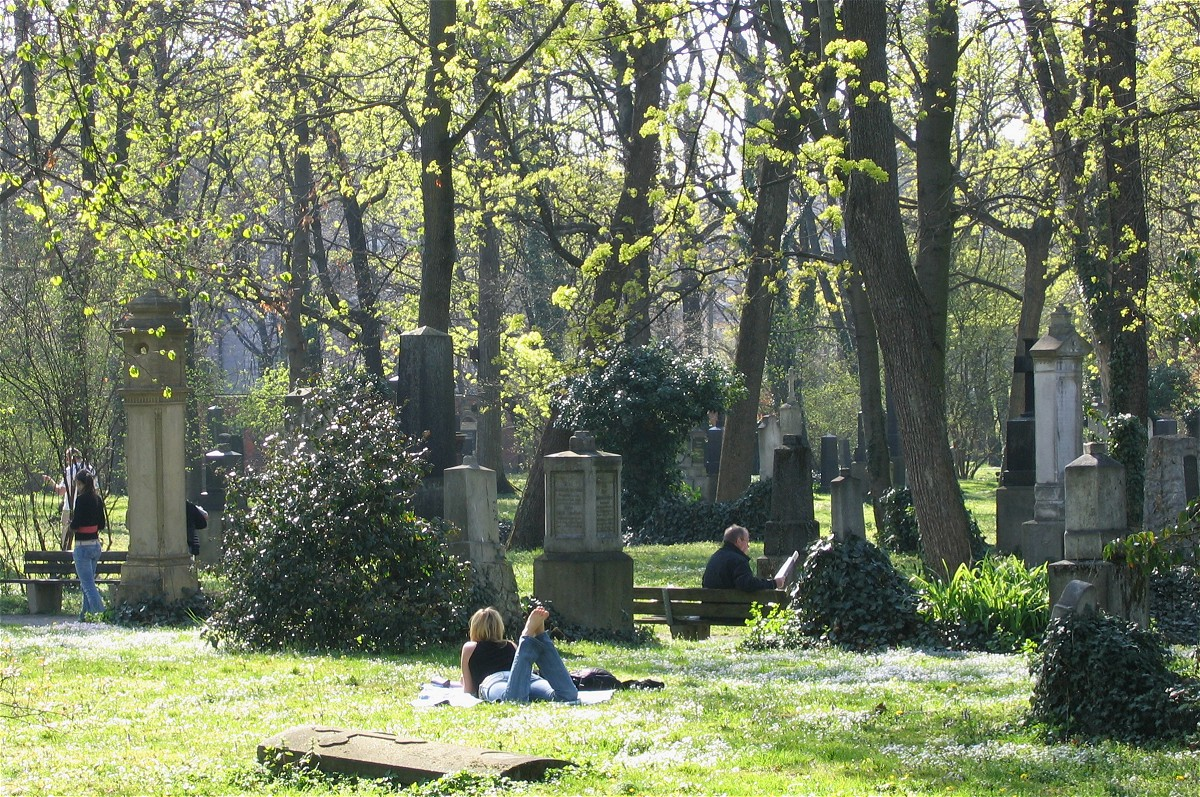
Utilização como gramado

## Sepultamentos notáveis

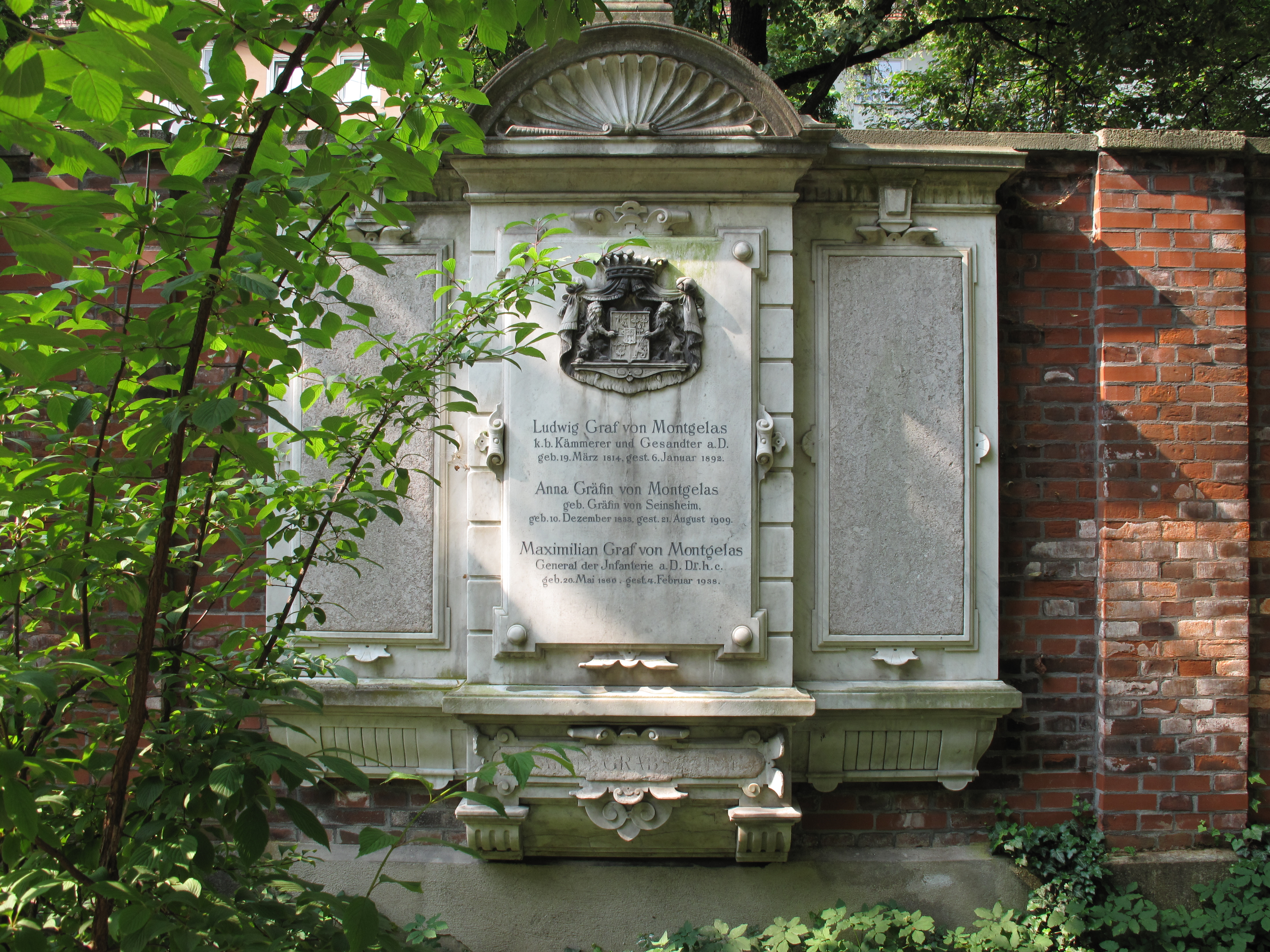
Sepultura de Max von Montgelas

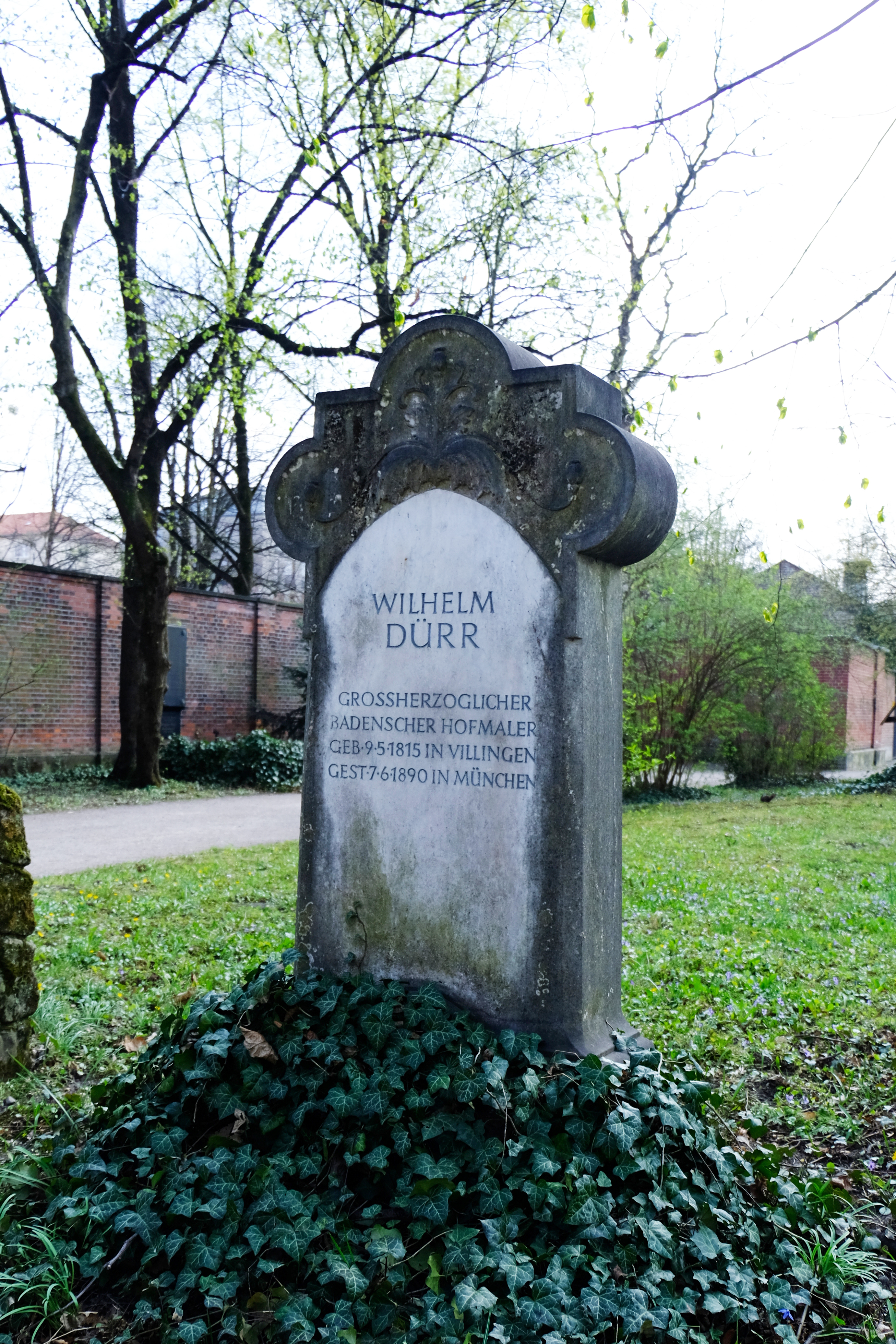
Grabstelle von Wilhelm Dürr (genannt der Ältere)

- Karl von Alwens (1820–1889), político
- Wilhelm Bauer (1822–1875), engenheiro
- Karl Maximilian von Bauernfeind (1818–1894), engenheiro e geodesista
- Wilhelm Dürr der Ältere (1815–1890), pintor
- Lucile Grahn-Young (1819–1907), dançarina dinamarquesa
- Carl Wilhelm von Gümbel (1823–1898), geólogo
- Carl August Lebschée (1800–1877), pintor
- Hermann Lingg (1820–1905), escritor
- Joseph Molitor von Mühlfeld (1855–1890), pintor
- Max von Montgelas (1860–1938), político, diplomata  e historiador
- Sigmund Riefler (1847–1912), relojoeiro
- Wilhelm Heinrich Riehl (1823–1897), jornalista, novelista e historiador da cultura
- Emil Rohde (1839–1913), ator
- Michael Joseph Rossbach (1842–1894), médico
- Benignus von Safferling (1824–1899), general e Ministro da Guerra da Baviera
- Franz Xaver Schönwerth (1810–1886), artista
- Ludwig von der Tann-Rathsamhausen (1815–1881), general
- Carl von Thieme (1844–1924), empresário
- Michael Wagmüller (1839–1881), escultor
- Moritz Wagner (1813–1887), biólogo
- Anderl Welsch (1842–1906), cantor